# Тидикельт

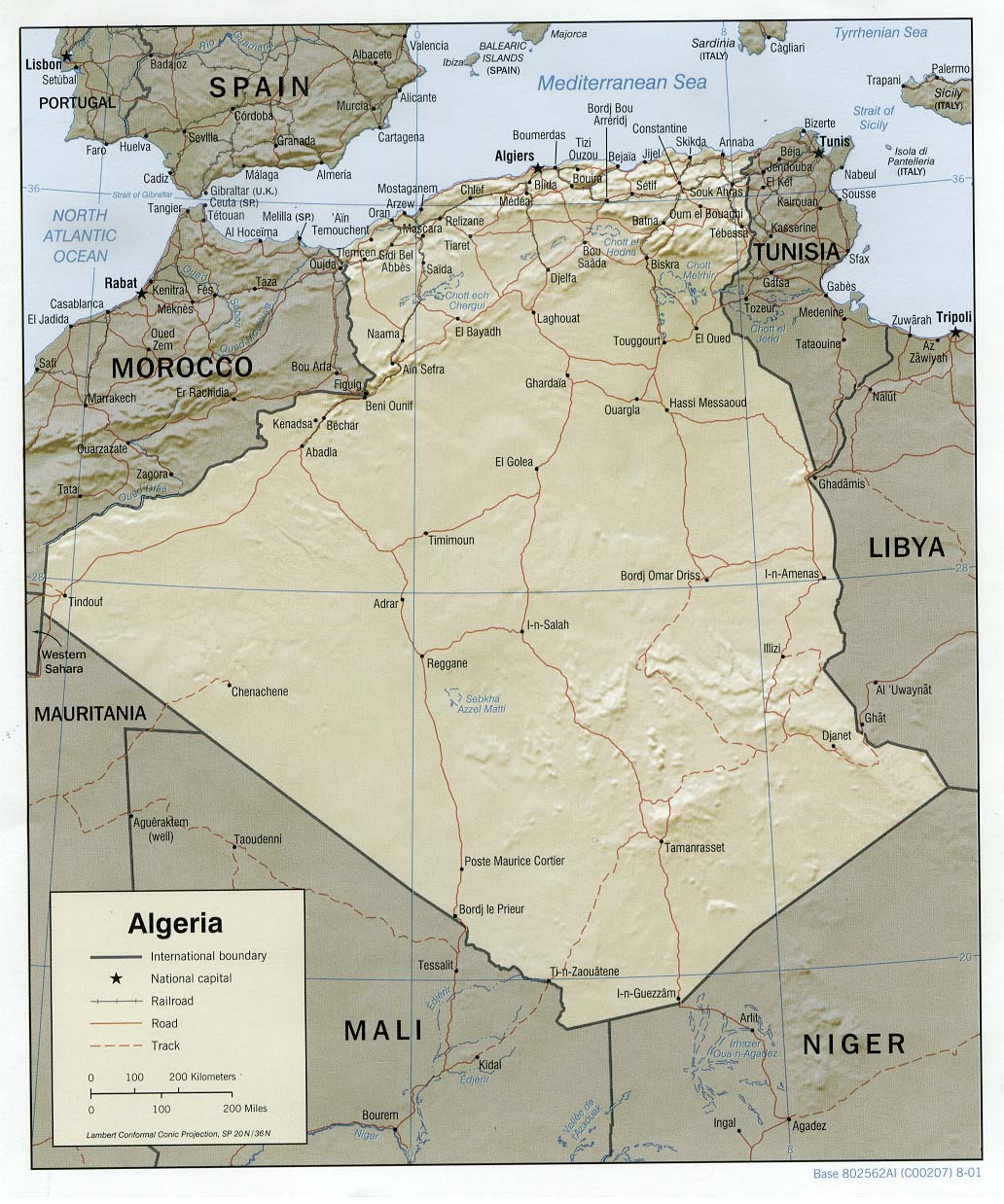
Ин-Салах и Тидекельт — самое сердце Сахары

Тидикельт — алжирский природный регион, расположенный в Сахаре. Особенностью оазисов Западной Алжирской Сахары является узкая зеленая полоса, простирающаяся более чем на 1200 км с севера на юг от Сахарного Атласа в Фигуиге до Ин-Салаха. Местные жители называют этот зеленый розарий «улицей пальм», которую можно разделить на сектора, следующие с севера на юго-восток: Саура, Гурара, верхний и нижний Туат и Тидикельт.

## География
Тидикельт находится в самом сердце Сахары. Его границы образуют на западе, Туат и нижняя часть долины Саура; на востоке — Тассили н’Аджер; на севере Тадемаит и к югу равнины у подножия Mouydir и горы Ахнет. Он занимает площадь около 100 000 км².
Ожно выделить три последовательных этажа с севера на юг. Известняковые плато Тадемаита со средней высотой 600 м, невозделанные и однообразные, овраги которых уходят через дерзкий уступ в собственно Тидикельт, который соответствует песчаной котловине, укрывающей сахарские деревни. И, наконец, южные равнины горных предгорий к югу, где собираются основные вади.
Основные города — Ин Салах (43 680 жителей) и Аулеф. Через регион проходит Транссахарское шоссе.

## Климат

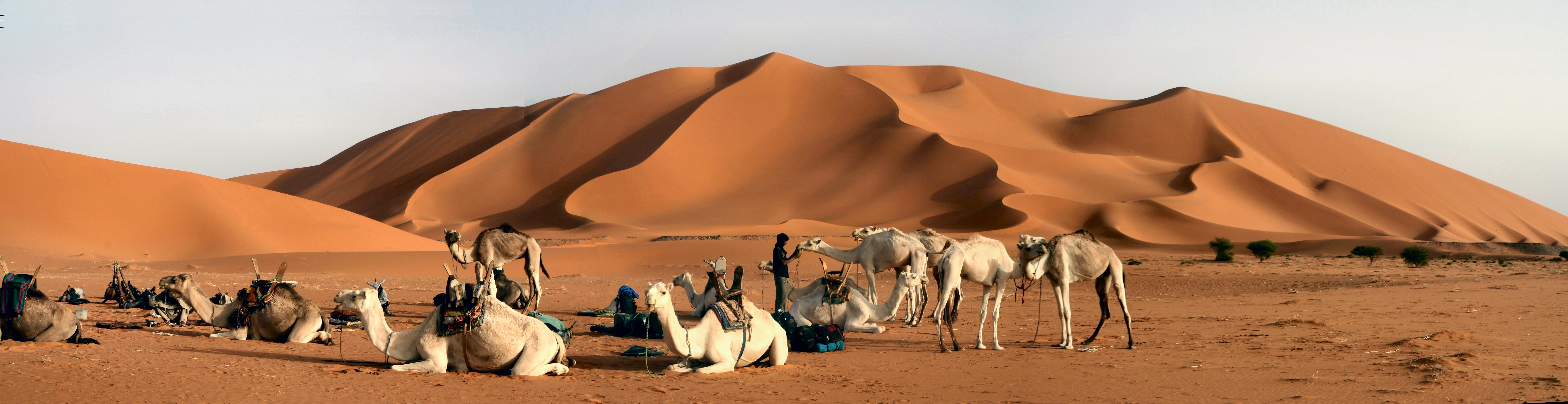
Горы Адрар Ахнет

Тидикельт отличается жарким пустынным климатом (классификация Кеппена BWh), резко континентальным, очень жарким и очень сухим круглый год, потому что регион расположен в засушливой зоне Сахары, в самом сердце самой большой пустыни на планете. Летом средние температуры максимум последовательно выше 46 °C, а средняя минимальная температура составляет около 30 °С. Тем не менее, этот регион подвержен многочисленным пикам жары до 54 °C в тени и более, хотя такие максимальная температура редко официально объявляется. Зимой средние максимальные температуры остаются выше 20 °C, а средние минимальные температуры опускаются примерно до 4 °C с некоторыми возможными, но редкими ночными заморозками. Даже зимой климат остается жарким, сухим, солнечным и очень приятным. Это один из самых жарких районов Алжира. Среднегодовое количество осадков составляет около 15 мм. Средняя годовая продолжительность солнечного сияния составляет от 3700 до 4000 часов в год, что является одним из самых высоких показателей в мире, и присутствие облаков на небе редко. Здесь очень засушливая погода, и испарение достигает значительных значений из-за сильной жары и осушающих ветров, которые регулярно пронизывают регион. Это один из самых жарких, засушливых и солнечных регионов мира.
Наличие очень важных грунтовых вод инеобходимого уровня артезианских грунтовых вод позволило населению поселиться в этих регионах.

## Топонимия
Тидикельт означает «ладонь» из-за его общей конфигурации в этом регионе.

## Этнография
Тидикельт располагался на караванных торговых путях с севера на юг и с востока на запад. Отсюда и смешивание популяций. Присутствуют два основных типа населения. Белый элемент принадлежит арабо-берберской группе (включая вклад туарегов). Чернокожее население составляет большинство, делится на две подгруппы: харатин (Haratin) и потомки негроидные народов Судана и Западной Африки.

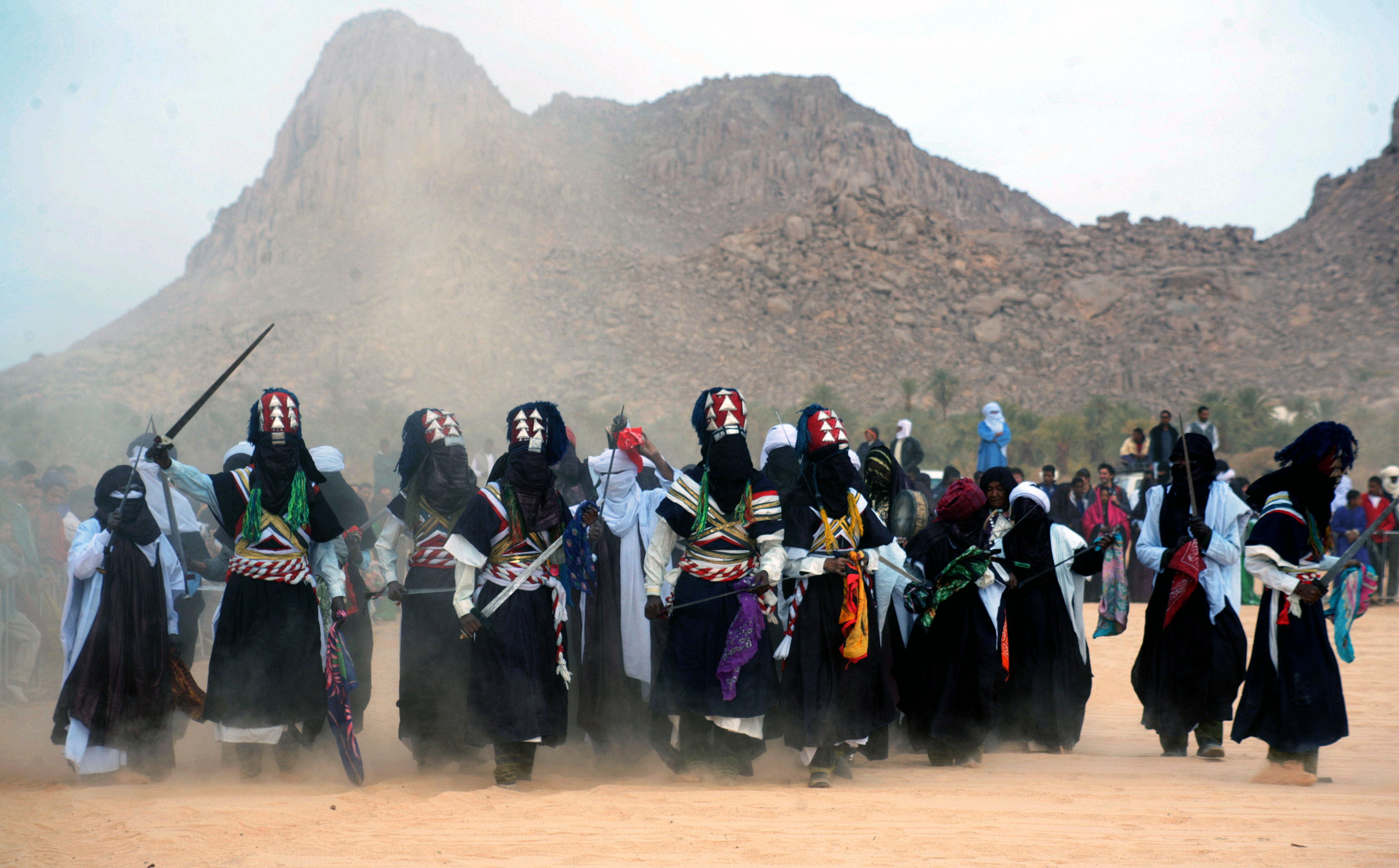
Туареги из Джанета. Алжир

## Обычаи
Это этническое разнообразие имеет в качестве общей основы: мусульманскую религию и, как следствие, арабский язык, но с партикуляризмом, порожденным практиками, связанными с суевериями.

## Ин-Салах
Города, в частности Ин-Салах, построены в нео-суданском стиле из красной глины. Использование этого цвета создает сильный контраст с зеленью пальмовых рощ и золотом песчаных дюн.
Традиционное жилище — это дом, построенный из глины или олова двумя основными способами.
Галеб — это домиз высушенных глиняных кирпичей.
Нет фундамента, отсюда и хрупкость этих построек с двором и террасой. Крыша поддерживается расколотыми пальмовыми балками.

## Экономика
Недавно обнаружен газ, в основном, в районе рек Кречба, Тегуентур и Рег, а также нефть. Орошение из артезианских колодцев позволяет вести натуральное сельское хозяйство в пальмовых рощах для собственного потребления. Ремесленные изделия в основном представлены изделиями из кожи.

## Культура
В районе Синица мы находим стволы окаменевшего дерева, что доказывает существование лесов с влажным климатом в меловом или палеозойском периоде. Существует сайт палеолита в Aoulef, некоторые объекты, которые хранятся в музее Бардо. Были найдны наскальные надписи. Также были обнаружены археологические останки предков людей.

## Новости
В рамках борьбы с глобальным потеплением и ограничения выбросов углекислого газа в атмосферу Ин Салах использует технику закачивания вредных газов в подвал. Технология, известная как «улавливание и геологическое хранение CO 2» на заводе «Кречба-2». В новостях преобладают незавершенные работы по переброске воды из альбийского водоносного горизонта из Ин-Салаха в Таманрассетна расстояние 750 км, окончание которого назначено на март 2011 года. Проект, включающий 48 скважин, 2 водовода по 750 км, 6 насосных станций, 2 резервуара по 50 000 м³ каждый и станцию деминерализации воды, позволит подавать 100 000 м³ воды в сутки. Июнь 2012 г., Sonatrach пробурила свою первую скважину сланцевого газа в бассейне Анет, расположенном к югу от Ин-Салаха.